# Sophitia Alexandra
Sophitia Alexandra (ソフィーティア・アレクサンドル Sofītia Arekusandoru, en griego: Σοφιτία Αλεξάνδρα) o simplemente conocida como Sophitia es un personaje ficticio de la saga de Videojuegos de lucha, Soulcalibur. Ella es un pilar de la serie Soulcalibur y uno de los personajes más icónicos de la franquicia.
Apareció por primera vez en la primera entrega de la saga Soul Edge en la que podría decirse que era la protagonista debido a su prominencia en la lucha contra la Soul Edge y sus secuelas posteriores, así como también por los varios productos relacionados con la serie. El personaje ha recibido una recepción positiva a menudo por su apariencia.
Sophitia se involucró en la búsqueda de la espada maldita Soul Edge, siguiendo las indicaciones del dios Hefesto. El asunto afectó también a sus otros familiares a su hermana, Cassandra y más tarde a sus hijos Pyrrha y Patroklos

## Historia
La vida de Sophitia como guerrera comenzó cuando fue elegida como una de las dos docenas de guerreros para recibir un oráculo del dios olímpico del fuego y la forja, Hefesto. Mientras ella se estaba bañando en un bosque, Hefesto apareció y le contó sobre la malvada espada Soul Edge que la existencia de esta espada tan poderosa pondría poner vergüenza en su nombre, ya que él no la había creado, y que si alguien la descubría traería mucho dolor al mundo. Hefesto le ordenó que fuera al Santuario de Eurydice y recibiera un arma sagrada, la espada Omega, para poder destruir la Soul Edge.
Durante los eventos de Soul Edge, Sophitia finalmente encontró el Soul Edge en un puerto en Valencia, España y luchó contra su poseedor, el temible Pirata Cervantes de León, destruyendo una de las espadas gemelas. Los fragmentos de la espada malvada volaron con gran fuerza de su poderoso golpe hiriéndola demasiado para terminar la pelea. Justo cuando Cervantes estaba por dar un golpe final a Sophitia en peligro de extinción, la kunoichi cazador de demonios Taki llegó para salvarla y procedió a matar a Cervantes. Después de que la batalla había terminado, Taki eliminó la mayoría de los fragmentos de Soul Edge que dañaron a Sophitia, pero no pudo eliminar la que estaba incrustada cerca de su corazón sin matarla, dejándola así. Luego llevó a Sophitia de vuelta a Atenas, donde su hermana, Cassandra, la había estado esperando. Cassandra era el único miembro de su familia o grupo de amigos que creía su historia en ese momento.
Después de recuperarse de sus heridas sufrió los fragmentos de la espada, regresó a su vida como la hija de un panadero y pasó sus días en paz. Sin embargo, un día, cuando estaba de compras con Cassandra, Sophitia tuvo una visión del demonio Nightmare y el verdadero Soul Edge. Ella colapsó y fue rescatada por un espadachín local llamado Rothion, se enamoraron y se comprometieron. Más tarde, ella recibió un segundo oráculo de Hefesto para destruir los restos de Soul Edge. Hefesto luego le suministró el metal sagrado, que Rothion usó para forjar una nueva espada Omega y el escudo de Elk ella emprendió un segundo viaje para destruir la espada maldita. Si bien no pudo encontrar a Soul Edge, Xianghua finalmente destrozó la espada de todos modos, Sophitia regresó a casa, donde se casó con Rothion y dio a luz a una hija, Pyrrha, y más tarde a un hijo, Patroklos.
Cuatro años después, Rothion recibió un fragmento de Soul Edge de un misterioso cliente, y sus hijos y los de Sophitia comenzaron a pelear por el fragmento. El aura maligna que emanaba el fragmento causó dolor en las viejas heridas de Sophitia, ya que habían sido indudablemente infectadas con la energía maligna del Soul Edge siete años antes, explicando la predilección de sus hijos por el extraño aura. Cassandra, desesperada por salvar a su hermana, procedió a agarrar el fragmento de su agarre y salir corriendo de la casa, escapándose de casa poco después. Un par de semanas más tarde, Sophitia decidió que si iba a liberar a sus hijos de la maldición de la espada maligna y garantizar la seguridad de su hermana, tenía que embarcarse en un tercer viaje. Porque Cassandra había robado las armas previas de Sophitia, que había almacenado en el Santuario Eurydice, Rothion forjó su nuevo set para destruir al maldito Soul Edge de una vez por todas. Su viaje la llevó al Castillo de Ostrheinsburg, donde se encontró con la malvada guerrera Tira. Tira le dijo a Sophitia que la Soul Edge no estaba en el castillo y amenazó con secuestrar a los hijos de Sophitia con el fin de prepararlos como sacrificio para la Soul Edge. Sophitia por lo tanto resolvió destruir la Soul Edge por el bien de sus hijos. Al regresar a Ostrheinsburg, descubrió que Tira había cumplido su palabra y secuestró a Pyrrha, que se mantuvo con vida, pero que quedó bajo la influencia de Soul Edge durante tanto tiempo que no podría sobrevivir si se destruía. Angustiada, Sophitia decidió proteger el arma malvada, evitando que alguien más intentara destruirla para que su hija pudiera mantenerse con vida, llegando incluso a atacar a su hermana menor, Cassandra cuando llegó a Ostrheinsburg.
En la conclusión de Soulcalibur IV, Siegfried destruyó la Soul Edge definitivamente a pesar de la insistencia de Sophitia en protegerlo. Debido a que Pyrrha no puede vivir sin la influencia de la Soul Edge, Sophitia decidió sacrificarse al quitar un fragmento de Soul Edge incrustado cerca de su corazón para sostener la vida de Pyrrha. Tira había levantado a Pyrrha en lugar de Sophitia y presumiblemente también había saqueado sus armas, la Espada Omega y Elk Shield para el uso de Pyrrha. Su muerte impactó a muchos, incluyendo a su esposo, Rothion, quien trató de buscarla a ella y Pyrrha en los siguientes diecisiete años mientras ocultaba la razón de su ausencia a Patroklos, pero finalmente tuvo que decirle la verdad en su lecho de muerte, lo que provocó que  Patroklos viaje para encontrar a su hermana y vengarse de Tira por el asesinato aparentemente de su madre (aunque él no sabe la verdadera razón de su muerte). Elysium, la manifestación física de la Soul Calibur, toma la forma de Sophitia para convencer aún más a Patroklos de obedecer sus órdenes.
Sophitia aparece como un personaje jugable en el juego spin-off Soulcalibur Legends, ambientado entre los eventos de Soul Edge y Soulcalibur. También aparece como personaje jugable en Soulcalibur: Broken Destiny, Soulcalibur: Lost Swords, Soulcalibur: Unbreakable Soul,  Y en Soulcalibur VI.

## Diseño y Jugabilidad
Como un personaje introducido en Soul Edge, el armamento de Sophitia, una combinación de espada y escudo diseñada para ser única entre las otras armas del juego, fue seleccionada antes que otros elementos del personaje. Su diseño y concepto se construyeron para girar en torno a él, comenzando con el género, luego las medidas físicas y finalmente, los detalles de fondo. Después de que su apariencia y movimiento fueron desarrollados por un artista conceptual, su personaje fue presentado como modelo 3D por un equipo de diseño que trabajó únicamente en ella, y luego animado por Tomoe Yamashita usando captura de movimiento para crear sus movimientos en el juego. Yamashita quien además creó los movimientos "impactados" para muchos otros personajes en el juego, notó una especial afición por Sophitia mientras la diseñaba.
Durante su creación, los diseñadores se centraron en mantener una apariencia inocente para su rostro, para darle al personaje una sensación de frescura y juventud. Se enfatizó la libertad de movimiento entre la espada y el escudo, con la intención de permitir que la cuchilla gire alrededor del escudo para ataques ciclónicos. Además de Cassandra, su conjunto de movimientos y armas formaron la base del personaje Lizardman, presentado en el primer Soulcalibur. Un personaje alternativo llamado Azola/Azora (ゾ ー ラ), una morena vestida con armadura asimétrica, fue concebida durante el desarrollo del traje secundario de Sophitia en Soul Edge, pero fue abandonada. El concepto de personaje sería revisado más tarde en Soulcalibur IV, apareciendo como un personaje aliado en el modo historia de Sophitia y usando su estilo de lucha. Durante el desarrollo de Soulcalibur VI, Sophitia y Mitsurugi han sido los primeros personajes que se crearon y luego se usaron "como base" para las decisiones con respecto a los movimientos, imágenes, etc.
Sophitia siempre ha sido uno de los personajes más orientados al servicio de fanáticos de la serie. El lanzamiento japonés de Soul Edge ya incluía códigos de trucos que permitían cambiar el color de la ropa interior de Sophitia (blanco por defecto); se eliminó en la versión norteamericana pero regresó para Sophitia y también para Seong Mi-na en el puerto iOS de Soulcalibur.  En Soul Edge también hay dos personajes secretos llamados "Sophitia!" (con un traje más revelador) y "¡Sophitia!" (vistiendo un traje de baño). Sophitia se ha vuelto cada vez más grande con senos y escasa ropa a lo largo de la serie. Su cabello castaño rojizo a veces originalmente se volvió puramente rubio en juegos posteriores.
Según Computer and Video Games, la clave para usar Sophitia en Soul Edge está en el engaño y su habilidad para frustrar al oponente humano, ya que no le falta la fuerza bruta de Rock ni la velocidad extrema de Taki. La guía de Ultra Game Players para Soul Edge opinó que "si bien tiene la velocidad, carece de la variedad de ataques de personajes como Taki" y aconsejó no confiar demasiado en sus combos y usar su gran variedad. de patadas y huelgas. Electronic Gaming Monthly opinó de Sophitia en Soulcalibur II; "sobresale en la ofensiva y tiene una gran variedad de combos de malabarismo. Es amigable para los principiantes, pero a veces predecible". La guía de GamePro para Soulcalibur II enumera sus puntos fuertes como tener un buen equilibrio de velocidad y poder y ser fácil de aprender por un jugador novato, pero opinó que es difícil de dominar y puede volverse aburrido rápidamente". Según GameSpy, "a diferencia de Cassandra, Sophitia no está construida para el mundo de Soul Calibur II, por lo que las personas pueden tener dificultades para ganar con ella, pero es posible", especialmente cuando se juega ofensivamente como su hermana, poniendo en uso su alto potencial de daño, velocidad de pie rápida y ataques de ataque; sus debilidades enumeradas son ataques de tiro débil y ser relativamente fácil de evadir esquivando. El productor de Soulcalibur VI, Motohiro Okubo, también la recomendó a varios tipos de jugadores, incluidos los principiantes.

## Recepción
El personaje fue muy bien recibido por los medios y el público en general. Fue elegida como una de las 20 musas de los videojuegos por la revista brasileña SuperGamePower en 2001. En una encuesta realizada en 2002 por Namco antes del lanzamiento de Soulcalibur II con respecto a su personaje favorito, Sophitia quedó en segundo lugar con el 18% de la cuenta, detrás de Seong Mi-na. En 2003, GameSpy la nombró una de sus diez mejores mujeres en juegos de azar en el número cinco, indicando Sophitia convirtió en uno de los personajes más fácilmente reconocible en la serie. Ella sigue siendo una de las chicas más memorables desde los días de su debut en traje de baño en Soul Egde. En 2007, Tom's Games la incluyó como una de las 50 mejores personajes femeninas en la historia de los videojuegos, por ser una heroína virtuosa que es tan valiente como linda. UGO la colocó séptimo en la lista de 2008 de los principales personajes de la serie Soulcalibur, describiéndola como un pequeño escupitajo regular. Ese mismo año Chip la clasificó como la octava Chica de los Videojuegos. En 2015, Sophitia fue elegida como la 11ª personaje más popular de Soulcalibur en Occidente en una encuesta oficial de Namco Bandai.
El libro de 2004 Race Gender, Media: Teniendo en cuenta la diversidad en audiencias, contenido y productores utilizó Sophitia como ejemplo de los personajes femeninos más sexualizados en videojuegos, describiendo su cuerpo y su ropa como creados únicamente para el placer de los jugadores, a menudo hombres, y Leigh Alexander utilizó Sophitia de Soulcalibur IV como ilustración principal del artículo En defensa de la física de los senos. Nombrando a Soul Edge como el cuarto mejor juego de PlayStation hasta la fecha en 1997, la revista PlayStation Magazine escribió: Momento favorito: finalmente, imaginar cómo cambiar el color de la ropa interior de Sophitia. Cada juego de lucha debería tener esto como una opción. Dreamcast Magazine, clasificándola como la segunda Chica en el Dreamcast en  2000, comentó: Si hay una chica a la que no nos importaría golpearnos para que se someta, tendría que ser la adorable Sophitia. Con las piernas que sube hasta sus axilas, su cabello dorado y su apariencia de modelo que realmente pertenece a la pasarela. Entonces, ¿por qué está peleando contra gente como Astaroth está más allá de todos nosotros?. WomenGamers.com elogió su fortaleza como personaje de la serie, señalando que Sophitia es probablemente uno de los más importantes y fundamentales de todos los buscadores de las espadas gemelas. Se dieron elogios adicionales a su personalidad en contraste con el antihéroe más común, así como el realismo de su enfoque de estilo de lucha, afirmando que todo combinado hizo su papel en el juego excepcionalmente positivo.
Si Cassandra Alexandra de Soulcalibur está caliente y todo, pero su hermana Sophitia hace que parezca un Lizardman normal. Envuelta en algún tipo de material gauzey, semi-transparente, Sophitia es un mal funcionamiento del guardarropa esperando a suceder. Y al igual que su hermana, ella tiene una espada y un escudo, haciéndola ver como la estrella de la nueva Starz muestran Señora Spartacus. GameDaily describió la aparición de Sophitia como Angelical, y agregó a pesar de parecer más hogareña que las otras chicas, ella sigue asombrada, la nombró como una de las mujeres más populares de videojuegos de 2008, llamándola literalmente, lo mejor desde pan rebanado. En 2011, GameFront y le dio menciones y elogios en varios artículos por la fortaleza y evolución de su personaje a lo largo de la serie. Cabe destacar que GameDaily clasificó su número cinco en dos listas diferentes de Chicas más populares en 2008. Ella ocupó el 38° lugar en la lista de UGO de 2011 de Bellezas de videojuegos, llamado una fuerza a tener en cuenta en la serie Soul Calibur, y fue incluida por Aubrey Sitterson de UGO como una de las mejores luchadoras femeninas de Juegos de combate. clasificó sus pechos como los 26 mejores tetas en la historia de los videojuegos, mientras que PSU.com la incluyó entre los personajes más sexys de PlayStation. Complex la clasificó como la sexta chica de la línea lateral sexto mejor en 2011, también incluyéndola en la lista de diez MILF calientes en los videojuegos. Complejo clasificó a Sophitia en su lista de los personajes de videojuego más populares de 2012, llamándola esencialmente una Leonidas femenina En 2013, Scott Marley de Daily Record la clasificó como la cuarta más atractiva personaje de videojuego femenino, mientras que Steve Jenkins de CheatCodes.com la declaró la novena chica de videojuegos más popular de todos los tiempos. La Nueva España la incluyó entre los diez mejores personajes de videojuegos más sexys de ambos sexos por sus curvas neumáticas en 2014, señalando que era la única madre en esa lista, con lo cual nos referimos a un Gladiador con un escote masivo. Tomaríamos mirarla sobre Kurt Russell cualquier día. y Thanh Niên la clasificó como la novena más sexy personaje femenino del juego en 2015.